# Puchar Świata w Zapasach 2012 – styl wolny mężczyzn
Zawody Pucharu Świata w 2012 roku w stylu wolnym odbyły się pomiędzy 12–13 maja w Baku w Azerbejdżanie.

## Ostateczna kolejność drużynowa
| Poz. | Państwo           |
| ---- | ----------------- |
|      | Iran              |
|      | Azerbejdżan       |
|      | Stany Zjednoczone |
| 4.   | Rosja             |
| 5.   | Kazachstan        |
| 6.   | Gruzja            |
| 7.   | Turcja            |
| 8.   | Białoruś          |
| 9.   | Japonia           |
| 10.  | Bułgaria          |

## Wyniki

### Grupa A
| Poz. | Państwo     |
| ---- | ----------- |
| 1.   | Azerbejdżan |
| 2.   | Rosja       |
| 3.   | Kazachstan  |
| 4.   | Białoruś    |
| 5.   | Bułgaria    |

### Mecze
- Rosja –  Bułgaria 6–1
- Rosja –  Kazachstan 5–2
- Rosja –  Białoruś 6–1
- Rosja –  Azerbejdżan 0–7
- Kazachstan –  Białoruś 5–2
- Kazachstan –  Bułgaria 5–2
- Kazachstan –  Azerbejdżan 0–7
- Azerbejdżan –  Bułgaria 7–0
- Azerbejdżan –  Białoruś
- Bułgaria –  Białoruś 2–5

### Grupa B
| Poz. | Państwo           |
| ---- | ----------------- |
| 1.   | Iran              |
| 2.   | Stany Zjednoczone |
| 3.   | Gruzja            |
| 4.   | Turcja            |
| 5.   | Japonia           |

### Mecze
- Stany Zjednoczone –  Gruzja 6–1
- Stany Zjednoczone –  Japonia 5–2
- Stany Zjednoczone –  Iran 3–4
- Stany Zjednoczone –  Turcja 5–2
- Iran –  Turcja 7–0
- Iran –  Japonia 5–2
- Iran –  Gruzja 5–2
- Japonia –  Gruzja 3–4
- Japonia –  Turcja 3–4
- Turcja –  Gruzja 0–7

### Finały
- 9–10  Japonia –  Bułgaria 6–1
- 7–8  Turcja –  Białoruś 4–3
- 5–6  Kazachstan –  Gruzja 5–2
- 3–4  Stany Zjednoczone –  Rosja 5–2
- 1–2  Iran –  Azerbejdżan 4–3

## Klasyfikacja indywidualna

### I-VIII
| Waga   |                     |                                                  |                        | 4                                 | 5                    | 6                       | 7                                | 8                                  |
| ------ | ------------------- | ------------------------------------------------ | ---------------------- | --------------------------------- | -------------------- | ----------------------- | -------------------------------- | ---------------------------------- |
| 55 kg  | Machmud Magomiedow  | Yasuhiro Inaba                                   | Sam Hazewinkel         | Magsad Gasanow                    | Hasan Rahimi         | Giorgi Ediszeraszwili   | Rasuł Kalijew                    | Artas Sanaa                        |
| 60 kg  | Coleman Scott       | Ken’ichi Yumoto                                  | Hacı Əliyev            | Aleksandr Bogomojew               | Masud Esma’ilpur     | Władimir Dubow          | Amandyk Bakiejew                 | Malchaz Zarkua                     |
| 66 kg  | Tatsuhiro Yonemitsu | Cəbrayıl Həsənov Leonid Spiridonow Mahdi Taghawi | –                      | –                                 | Jared Frayer         | Mustafa Kuyucu          | Dżałałudin Kurbanalijew          | Wiktar Sierada Zurabi Iakobiszwili |
| 74 kg  | Jordan Burroughs    | Əşrəf Əliyev                                     | Sadegh Gudarzi         | Sōsuke Takatani Sejfaddin Osmanow | –                    | Achmied Gadżymagomiedow | Dawit Chuciszwili                | Batuhan Demirçin                   |
| 84 kg  | Şərif Şərifov       | Magomied Ibragimow Dawit Marsagiszwili           | –                      | Omargadży Magomiedow              | Atsushi Matsumoto    | Ehsan Amini             | Ehsan Laszgari İbrahim Bölükbaşı | –                                  |
| 96 kg  | Elizbar Odikadze    | Chietag Gaziumow                                 | Reza Jazdani           | Georgi Sredkow                    | Marat Ibragimow      | Jake Varner             | Kenan Gör                        | Aleksiej Isajew Takeshi Yamaguchi  |
| 120 kg | Tervel Dlagnev      | Aleksiej Szemarow                                | Dżamaładdin Magomiedow | Komejl Ghasemi                    | Dawit Modzmanaszwili | Dimityr Kumczew         | Däulet Szabanbaj                 | Marid Mutalimow                    |

### IX-XV
| Waga   | 9                   | 10                               | 11                                          | 12                                    | 13            | 14                  | 15                 |
| ------ | ------------------- | -------------------------------- | ------------------------------------------- | ------------------------------------- | ------------- | ------------------- | ------------------ |
| 55 kg  | Däulet Nijazbekow   | Mohammad Hossein Soltanihaghighi | Ahmet Peker Michaił Iwanow Nicholas Simmons | –                                     | –             | Mechmed Feraim      | –                  |
| 60 kg  | Mahmut Bayoğlu      | Ağahüseyn Mustafayev             | Behnam Ehsanpoor                            | Mustafa Kartal                        | Kiriłł Rożkow | –                   | –                  |
| 66 kg  | –                   | Rasuł Murtazalijew               | Łeonid Bazan                                | –                                     | –             | –                   | –                  |
| 74 kg  | Ramazan Szamsudinow | Mostafa Hosejnchani              | Roman Sołtan                                | Iwan Deliwerski                       | Ayhan Sucu    | Anton Afanasjeu     | Iakob Makaraszwili |
| 84 kg  | Siemion Siemionow   | Keith Gavin                      | Ahmet Bilici                                | Michaił Ganew                         | –             | –                   | –                  |
| 96 kg  | –                   | Nauruz Tiemriezow Abbas Tahan    | –                                           | Szamil Achmiedow Serhat Balcı         | –             | Alikhan Dzhumaev    | –                  |
| 120 kg | Rıza Yıldırım       | Ali Isajew                       | Parviz Hadi                                 | Magomiedgadży Nurasułow Faruk Akkoyun | –             | Jewgienij Kołomijec | –                  |